# Bruce (Szczęki)
Bruce – zbiorcza nazwa nadana trzem fikcyjnym rekinom (żarłaczom białym), które wystąpiły w amerykańskim dreszczowcu Szczęki z 1975 roku, w reżyserii Stevena Spielberga. 

## Opis
Początkowo producenci Szczęk chcieli wytresować prawdziwego żarłacza białego, ale szybko zdali sobie sprawę, że nie jest to możliwe, dlatego stworzono trzy animatroniczne rekiny o długości 7,6 metra napędzane pneumatycznie, które ekipa filmowa nazwała „Bruce” na cześć prawnika Spielberga, Bruce’a Ramera. Pierwszym był „rekin morski”, rekwizyt bez brzucha, holowany za pomocą liny o długości 91 metrów oraz dwa „rekiny platformowe”: jeden, który pojawiał się w kamerze od lewej do prawej (z ukrytą lewą stroną odsłaniającą szereg węży pneumatycznych) i drugi z odkrytą prawą stroną. Rekiny zostały zaprojektowane przez scenografa Joe Alvesa w trzecim kwartale 1973 roku i wyprodukowane w okresie od listopada bieżącego roku do kwietnia 1974 roku w Sun Valley w Kalifornii. W ich budowę zaangażowany był zespół 40 techników zajmujących się efektami, nadzorowany przez kierownika do spraw efektów mechanicznych Roberta A. Matteya, najbardziej znanego ze stworzenia gigantycznej kałamarnicy do filmu 20 000 mil podmorskiej żeglugi z 1954 roku. Po ukończeniu rekinów przewieziono je ciężarówkami na miejsce kręcenia filmu. Na początku lipca 1974 roku platforma używana do holowania dwóch rekinów, wywróciła się podczas opuszczania na dno oceanu, co zmusiło zespół nurków do jej wydobycia. Modele wymagały 14 operatorów do kontrolowania wszystkich ruchomych części, w tym pysków. 
Rekiny często ulegały awariom z powodu szeregu problemów, w tym złej pogody, węży pneumatycznych wchłaniających słoną wodę, pękania stalowych szkieletów rekinów z powodu oporu wody, korozji skóry i elektrolizy. Od pierwszego testu w wodzie „niechłonny” neopren, z którego składała się skóra rekinów, nasiąkał płynem, powodując ich nadymanie, w związku z czym model specjalnych sań morskich za pomocą których przemieszczano rekiny u wybrzeży Martha’s Vineyard, często zaplątywał się w gąszcz wodorostów. Paradoksalnie problemy z fikcyjnymi żarłaczami białymi spowodowały że Spielberg musiał improwizować, co zwiększyło napięcie filmu. Na przykład w większości scen polowania na rekina jego lokalizację wskazują tylko pływające żółte beczki. Na początku filmu rekin pożera młodą kobietę, ale scena została zrealizowana w taki sposób, że aktorkę szarpano za pomocą linek, aby symulować atak. Spielberg zamieścił także wiele ujęć samej płetwy grzbietowej, a po latach stwierdził że im bardziej było widać „sztuczność” rekina w wodzie, to tym bardziej zwiększało to naturalizm przedstawianych sytuacji.
Materiał filmowy z prawdziwymi rekinami nakręcono w Dangerous Reef w Australii Południowej, z aktorem o wzroście 150 centymetrów w miniaturowej klatce, aby stworzyć iluzję, że rekiny które go atakują są ogromne. Podczas kręcenia żarłacz biały zaatakował łódź i klatkę, co spowodowało że materiał filmowy przedstawiający atak był tak oszałamiający, że Spielberg zapragnął włączyć go do filmu. Nikogo wówczas nie było w klatce, a scenariusz, zgodny z powieścią Szczęki autorstwa Petera Benchleya, pierwotnie przedstawiał rekina zabijającego Matta Hoopera (Richard Dreyfuss). W konsekwencji fabuła została zmieniona, aby Hooper uciekł z klatki, co umożliwiło wykorzystanie materiału filmowego.
Po zakończeniu produkcji Szczęk trzy animatroniczne żarłacze białe zostały zniszczone, ale po sukcesie filmu powstał czwarty rekin, który przez 15 lat wisiał w Universal Studios Hollywood. Następnie spędził 25 lat na złomowisku w Sun Valley, po czym jego nowy właściciel podarował rekina Academy Museum of Motion Pictures w Los Angeles w 2016 roku. Cztery lata później rekin wykonany z włókna szklanego, został powieszony w jednej z muzealnych sal.